# Bohúňovo
Bohúňovo (Hongaars: Lekenye) is een Slowaakse gemeente in de regio Košice, en maakt deel uit van het district Rožňava.
Bohúňovo telt 307 inwoners.